# 시링산
시링산(영어: syringic acid)은 식물의 대사 산물로 일반적으로 발견되는 자연 생성 페놀 화합물 및 다이메톡시벤젠이다.

## 자연적인 생성
시링산은 아르디시아 엘립티카(Ardisia elliptica) 및 스쿠만니안투스 디코토무스(Schumannianthus dichotomus)를 포함한 여러 식물에서 발견할 수 있다.
|  |

## 합성
20% 황산으로 유데슴산을 선택적으로 가수분해(탈메틸화)하여 시링산을 제조할 수 있다.

### 식품에서 존재
시링산은 올리브, 대추야자, 향신료, 호박, 포도, 아사이 야자, 꿀, 적포도주 등 여러 과일에서 발견할 수 있다. 고대 이집트의 음료인 셰데(shedeh)에 이 성분이 존재한다는 사실은 적포도주에서도 발견되는 말비딘이라는 화합물이 분해되면서 시링산이 방출되기 때문에 셰데가 포도로 만들어졌음을 확인할 수 있었다. 시링산은 식초에서도 발견된다.

## 활용
다양한 연구에서 시링산이 항산화, 항균, 항염증, 항암, 항당뇨와 같은 유용한 약학적 특성을 나타내는 것으로 밝혀졌다.
시링산은 효소적으로 중합될 수 있다. 라케이스와 과산화효소는 시링산의 중합을 유도하여 한 쪽 끝에 카복실산을 가지고 있고 다른 쪽 끝에 페놀성 하이드록실기를 가지고 있는 폴리(p-페닐렌 옥사이드)를 생성한다.

## 같이 보기
- 포도주의 페놀 성분
- 시링올
- 시링알데하이드
- 아세토시링온
- 시나필 알코올
- 시나핀산
- 시나프알데하이드
- 시나핀
- 카놀롤